# Athirat
Athirat ist eine ugaritische Meeres- und Himmelsgöttin. Daneben hatte Athirat (qatabanisch ʿTRT „die Glänzende“) als Sonnengöttin Bedeutung in der altsüdarabischen Religion Qatabans.

## Beinamen
Nach den 1929 entdeckten Ras-Shamra-Texten ist sie rbt. aṭrt. ym, Athirat, Herrin der See und gleicht darin Astarte. Albright hat vorgeschlagen, dieses Epitheton im Sinne eines Sieges über die See oder den Seedrachen zu deuten, dies wird heute aber bezweifelt. Athirat trug auch den Beinamen qnyt ilm („Erzeugerin der Götter“ oder „Herrin der Götter“). Umgekehrt wurden die Götter šbʾn bn. aṭrt genannt, die 70 Söhne der Athirat.

## Familie
In Ugarit gilt Athirat als Gattin des Schöpfergottes El (il). Sie wird auch ilt (Elat), also einfach „Göttin“ genannt. Sie gebar ihm 70 Götter und Göttinnen. Zu ihren Kindern zählen Ba’al, Anath und Mot, Šaḥar, Šalim und Athtar. Ihr Diener war Qadeš wa-Amrur, der Fischer der Herrin Athirat des Meeres.

## Gleichsetzungen
Im Alten Testament ist Aštoreth die Göttin von Sidon (1 Könige xi, 5). Auch die biblische Aschera wird auf Athirat zurückgeführt. In der Ugaritischen Götterliste wird die Göttin Ašratum altbabylonischer Texte mit Athirat gleichgesetzt.